# Delitschia trigonospora
Delitschia trigonospora är en svampart som beskrevs av Bat. & Peres 1964. Delitschia trigonospora ingår i släktet Delitschia och familjen Delitschiaceae.   Inga underarter finns listade i Catalogue of Life.